# Astragalus interiectus
Astragalus interiectus är en ärtväxtart som beskrevs av I.Deml. Astragalus interiectus ingår i släktet vedlar, och familjen ärtväxter. Inga underarter finns listade i Catalogue of Life.